# Olejów
Olejów (ukr. Олiїв) – wieś i gmina w obwodzie tarnopolskim na Ukrainie, w rejonie tarnopolskim, w dorzeczu Dniestru nad rzeką Łopuszanką, dopływem Seretu. Leży 10 km na północny wschód od Załoźców, 14 km na południowy zachód od Zborowa.
Liczba mieszkańców przed 1939 r. powyżej 2000, mieszana, z przewagą ludności polskiej nad ukraińską. Poczta, telegraf i telefon na miejscu. Do 1944 parafia łacińska w miejscu, założona w 1848 r. należała do dekanatu zborowskiego, archidiecezji lwowskiej. Parafia rzymskokatolicka i greckokatolicka.

## Historia
Wieś pojawia się w źródłach w 1532 r., kiedy Stanisław Sienieński sprzedał Złoczów wraz z przyległymi wsiami, w tym z Olejowem, kasztelanowi poznańskiemu Andrzejowi Górce. Po Górkach dziedziczyli Czarnkowscy, od których klucz złoczowski nabył w 1598 r. Marek Sobieski, wojewoda lubelski. Odtąd przez pięć pokoleń właścicielami Olejowa byli Sobiescy i dopiero w 1740 r. Maria Karolina ks. de Boullion, córka królewicza Jakuba, zapisała dobra złoczowskie ks. Michałowi Kazimierzowi Radziwiłłowi zwanemu «Rybeńko».
Według tradycji Olejów miał kiedyś status miasteczka. W połowie wieku XVIII właścicielem Olejowa był regimentarz Stefan Błędowski, a w latach 80. tegoż stulecia starosta brański Maciej Starzeński. W 1855 r. jako właściciela odnotowano wnuka tego ostatniego, Michała, który w tym samym roku sprzedał swoje dobra hr. Kazimierzowi Wodzickiemu. Majątek pozostał w rękach Wodzickich aż do II wojny światowej.
W II Rzeczypospolitej miejscowość była siedzibą gminy wiejskiej Olejów w powiecie zborowskim województwa tarnopolskiego. 
W latach 1944–1945 nacjonaliści ukraińscy z OUN-UPA zamordowali w różnych okolicznościach 9 Polaków, w tym inż. (i.n.) Grzeszczuka, nadleśniczego i komendanta placówki Armii Krajowej.
Do 2020 w rejonie zborowskim.

## Zabytki
- zamek, wybudowany w XVII w.[4]
- Pałac olejowski, zawierający cenne zbiory, został ograbiony przez Niemców w czasie I wojny światowej. We wsi znajdowały się pokłady glinki służącej do wyrobu fajansu, przejściowo produkowanego także w miejscu. W drugiej połowie XIX w. działały w Olejowie olejarnia, wapniarka i młyn.
- Kościół pw. św. Michała Archanioła (nieistniejący) - wznosił się na prawo od rynku, dominował nad okolicą, posiadał wolnostojącą dzwonnicę i krzyż pamiątkowy, w podziemiach znajdowała się krypta grobowa rodziny Starzeńskich. Wzniesiony w latach 1855 - 1863 r. na miejscu dawnego, drewnianego, mocno uszkodzony w czasie I wojny światowej, wyremontowany w 20. latach XX wieku, ponownie uszkodzony w czasie walk w 1944 r., rozebrany w latach 1952 - 1953, budulec przekazano na potrzeby kołchozu[5][6].
- Idąc od kościoła w kierunku południowym, dochodzi się do cmentarza greckokatolickiego, na którym znajduje się podobny krzyż pamiątkowy z wieku XVI z napisem w języku staroruskim. Natomiast idąc od kościoła drogą na północ od brzegów rzeki Łopuszanki, widać nad stawem w lesie wały i głębokie rowy oraz resztki murów zbudowanego tu zamku myśliwskiego króla Jana III.
- Na cmentarzu kaplica z grobowcem rodziny Wodzickich.

## Wybitni olejowianie
- Józef Karol Lasocki – polski dyrygent, kompozytor, pedagog i organizator życia muzycznego,
- Maciej Maurycy Starzeński – polski hrabia (1780), starosta brański, sekretarz hetmana Jana Klemensa Branickiego,
- Michał Hieronim Starzeński – polski hrabia (1799), starosta brański, powstaniec kościuszkowski, pamiętnikarz,
- Marian Wierzbiański – polski nauczyciel, dziennikarz, działacz harcerski,
- Kazimierz Wodzicki (1816-1889) – polski ornitolog, literat,
- Kazimierz Wodzicki (1900-1987) – polski zoolog, ornitolog.

## Pobliskie miejscowości
- Załoźce
- Zborów
- Reniów
- Trościaniec Wielki